# Фокина-Семёнова, Наталья Викторовна
Ната́лья Ви́кторовна Фо́кина-Семёнова (род. 7 июля 1982, Горловка) — украинская легкоатлетка, дискоболка, призёр чемпионатов Европы, участница Олимпийских игр.
Бронзовую медаль континентального первенства Наталья завоевала на чемпионате Европы 2012 в Хельсинки.
Наталья представляла Украину на Олимпийских играх 2004, 2008 и 2012 года, но каждый раз не пробивалась в финал соревнований.
Личный рекорд Натальи составляет 64 м 70 см (установлен в Киеве 30 апреля 2008 года).
Замужем за метателем диска Алексеем Семёновым.

## Выступления
| Год  | Место проведения                                | Примечания             | Место | Результат |
| ---- | ----------------------------------------------- | ---------------------- | ----- | --------- |
| 2000 | Чемпионат мира среди юниоров по лёгкой атлетике | Сантьяго, Чили         | 6     | 51,44 м   |
| 2003 | Чемпионат Европы по лёгкой атлетике до 23 лет   | Быдгощ, Польша         | 1     | 59,30 м   |
| 2003 | Универсиада                                     | Тэгу, Южная Корея      | 1     | 63,11 м   |
| 2004 | Олимпийские игры                                | Афины, Греция          | 24    | 58,28 м   |
| 2005 | Чемпионат мира                                  | Хельсинки, Финляндия   | 9     | 58,44 м   |
| 2005 | Универсиада                                     | Измир, Турция          | 8     | 56,47 м   |
| 2006 | Чемпионат Европы                                | Гётеборг, Швеция       | 9     | 59,99 м   |
| 2007 | Чемпионат мира                                  | Осака, Япония          | 8     | 61,17 м   |
| 2008 | Олимпийские игры                                | Пекин, Китай           | 14    | 60,18 м   |
| 2011 | Чемпионат мира                                  | Тэгу, Южная Корея      | 16    | 58,27 м   |
| 2012 | Чемпионат Европы                                | Хельсинки, Финляндия   | 3     | 62,91 м   |
| 2012 | Олимпийские игры                                | Лондон, Великобритания | 18    | 60,61 м   |
| 2013 | Чемпионат мира                                  | Москва, Россия         | 23    | 55,79 м   |